# نائب حاكم دبي
نائب حاكم دبي هو أحد المناصب الرسمية في إمارة دبي، حيث يشغل الشيخ مكتوم بن محمد بن راشد آل مكتوم منصب النائب الأول لحاكم دبي منذ 28 أبريل 2023 ويشغل الشيخ أحمد بن محمد بن راشد آل مكتوم منصب النائب الثاني لحاكم دبي 28 أبريل 2023.

## نواب حاكم دبي
| الاسم                                | الصورة | المنصب                  | بداية الفترة  | نهاية الفترة  |
| ------------------------------------ | ------ | ----------------------- | ------------- | ------------- |
| الشيخ مكتوم بن محمد بن راشد آل مكتوم |        | النائب الأول لحاكم دبي  | 28 أبريل 2023 | حتى الأن      |
| الشيخ أحمد بن محمد بن راشد آل مكتوم  |        | النائب الثاني لحاكم دبي | 28 أبريل 2023 | حتى الآن      |
| الشيخ حمدان بن راشد آل مكتوم         |        | نائب حاكم دبي           | 4 يناير 1995  | 24 مارس 2021  |
| الشيخ مكتوم بن محمد بن راشد آل مكتوم |        | نائب حاكم دبي           | 1 فبراير 2008 | 28 أبريل 2023 |